# Irène Cantacuzène
Titre
Despote consort de Serbie
1414 – 1456
Irène Cantacuzène (grec Ειρήνη Καντακουζηνή, Eiréne Kantakouzené, prononciation moderne Eiríni Kantakouziní, v. 1400 – 3 mai 1457), aussi appelée « La Despote Jerina » (Serbe деспотица Јерина/despotica Jerina), était l’épouse du Despote serbe Đurađ Branković. Dans certaines légendes populaires serbes, elle est la fondatrice de nombreuses forteresses de Serbie.

## Biographie
Bien que la forteresse de Smederevo soit l’œuvre de Đurađ Branković (achevée en 1430), il semble qu'Irène ait joué un rôle dans sa construction; l’une de ses tours est surnommée « tour de Jerina [Irène] » (Jerinina kula), et elle est accusée d’avoir rendu la vie des habitants de la campagne plus difficile en levant des impôts et en recrutant des hommes pour les travaux forcés afin de construire la forteresse. La forteresse passa des mains des Serbes à celles des Ottomans à plusieurs reprises les années suivantes, jusqu’à sa chute le 20 juin 1659, plus de deux cents ans après la mort de Branković, puis d’Irène.
Nicol décrit la mort d’Irène comme étant due à la « mélancolie ». Selon le récit de l’historien Critobule d’Imbros, à la mort de Đurađ Branković, son dernier fils Lazar devint despote sous la régence d’Irène. Néanmoins, Lazar la priva rapidement de toute autorité et la traita si mal qu’elle tenta de s’enfuir à la cour du sultan Mehmed II avec sa belle-fille Mara et son fils aveugle Grégoire. Lazar les poursuivit et captura Irène, mais Mara et Gregoire parvinrent à s’enfuir. Irène tomba rapidement malade et mourut dans la nuit du 2 au 3 mai à Rudnik, où elle fut inhumée. Théodore Spandounès, un historien du XVIe siècle rapporte que Lazar fut accusé de l’avoir empoisonnée.

## Famille
Irène était l’une des sœurs de Georges Paléologue Cantacuzène, selon Spandounès et d’autres sources. La généalogie de Georges et d’Irène reconstituée par Donald Nicol leur donne au moins quatre frères et sœurs : Andronic Paléologue Cantacuzène, Thomas Cantacuzène, Hélène Cantacuzène, et une autre sœur qui épousa un roi de Géorgie. Bien qu’il suppose seulement que leur père était Démétrios Cantacuzène, Nicols est « certain » que leur grand-père était Mathieu Cantacuzène et leur arrière-grand-père l’empereur Jean VI Cantacuzène.
Irène épousa Đurađ Branković le 26 décembre 1414, après être venue de Thessalonique; il ne devint Despote de Serbie qu’en 1427, 13 ans après leur mariage. Aucune source contemporaine n’indique lesquels des cinq enfants de Branković étaient aussi ceux d’Irène, même si la plus jeune, Catherine, portait le nom Cantacuzène, et que Mara était « clairement » la fille d’une des premières épouses de Branković. En se basant sur des portraits d’Irène avec Đurađ Branković et ses cinq enfants d’après une chrysobulle préservée au monastère d’Esphigmenou sur le Mont Athos, datée du 11 septembre 1429, Nicol interprète la façon dont sont groupés les individus et affirme que Stefan et Lazar étaient aussi les enfants d’Irène. Il ajoute aussi que Théodore Spandounès « rapporte qu’à l’époque de leur mutilation par le Sultan Murad II en 1441, Grégoire et Stefan étaient âgés de seize et quinze ans respectivement, ce qui, si cette affirmation est correcte, signifie que Grégoire devait lui aussi être un enfant d’Eirene ».

## Légendes
Étant grecque et ses frères possédant beaucoup d’influence sur le nouveau despote, les gens commencèrent à la détester, lui attribuant de nombreux défauts et mauvaises actions : ainsi, la construction de Smederevo aurait été due à un caprice de sa part. Dans la poésie populaire elle est surnommée Prokleta Jerina (la « Damnée Jerina » ou « Jerina la Maudite »).
La forteresse de Maglič, près de Kraljevo en Serbie est aussi connue sous le nom de forteresse de la maudite Jerina. Elle fut construite au XIIIe siècle. La Maudite Jerina, qui jetait ses amants dans le puits profond à l’intérieur des murs, la construisit, selon la légende.
La forteresse d’Užice possède une légende similaire. Dans la tradition locale, elle est décrite comme une reine cruelle qui précipitait les enfants dans la sombre rivière Đetinja depuis la plus haute tour. La signification du nom de la rivière peut se traduire par « des enfants ».
Vuk Stefanović Karadžić a écrit plusieurs chansons populaires serbes dans lesquelles elle est mentionnée : « Đurđeva Jerina », « Dva Despotovića », « Ženidba Đurđa Smederevca », « Kad je Janko vojvoda udarao Đurđa despota buzdohanom », « Oblak Radosav » et « Starina Novak i knez Bogosav ».
L’anthroponyme Irina est devenu Jerina, ce qui peut s’expliquer de trois façons : (1) Une adaptation phonétique de l’anthroponyme: le nom grec Irina est devenu le nom serbe Jerina ; (2) l’appellatif jerina (les ruines d’une vieille ville) dériverait de l’anthroponyme Jerina, et (3) le nom Irina (qui signifie « paix » en grec) aurait changé de signification et serait devenu un nom à connotation négative en Serbie et le nom serait devenu protecteur : ainsi, dans les familles qui n’ont pas de fils, les filles nouveau-nées sont appelées Jerina afin que les enfants suivants ne soient plus des filles.
L’écrivain serbe Vidan Nikolić a écrit un roman, Prokleta Jerina, sur la vie d’Irène. Les premières versions de ce roman étaient intitulées L’Ombre de la despote.